# Bosque nacional Carson
El bosque nacional Carson es un bosque nacional de los Estados Unidos localizado en el norte de Nuevo México. Comprende 5.631 km² y es administrado por el Servicio de Silvicultura de los Estados Unidos. La póliza del Servicio de «uso mixto» permite el uso del bosque para recreación, pasto de ganado y extracción de recursos naturales.
El bosque fue habitado por el pueblo antiguo Anasazi, quienes dejaron los restos de un pueblo en un lugar hoy llamado el Sitio Cultural Pot Creek («riachuelo Olla»). Algunos de los terrenos que hoy constituyen el parque nacional eran una vez mercedes dadas a las familias pobladores de Nuevo México por el rey de España y el gobierno mexicano. Después de la Intervención estadounidense en México, el bosque nacional fue establecido y fue nombrado por el pionero Kit Carson.
En 1967, la Alianza Federal de Mercedes, una organización dedicada a la restauración de las antiguas mercedes reales, tomó posesión del Anfiteatro Eco, parte del parque, para recrear la comunidad de San Joaquín del Río de Chama. Fueron desalojados después de haberse quedado en el lugar más tiempo que permitido por ley. En 1982, el bosque se amplió 405 km² por una donación de la empresa Pennzoil, el terreno del valle Vidal, al pueblo estadounidense.
El pico Wheeler (Wheeler Peak), es el punto más alto del bosque y de todo el estado de Nuevo México. El bosque está gestionado por el Servicio Nacional de Parques.